# Данило Латас
Данило Латас (6. мај 1900, Јања Гора, Плашки — 19. април 1980, Љубљана) био је учесник Народноослободилачке борбе, командант Прве партизанске официрске школе и пуковник Југословенске народне армије.

## Биографија
Данило Латас рођен је 6. маја 1900. године у Јањој Гори код Плашког у тадашњој Аустроугарској. Основну школу је завршио у родном крају, затим подофицирску школу аустроугарске војске пре завршетка Првог светског рата. После рата преузет је у војску Краљевине Срба, Хрвата и Словенаца у којој је положио испит за потпоручника и напредовао до чина капетана прве класе.

### Други светски рат
Капитулација Краљевине Југославије затекла га је на дужности команданта Војног округа Карловац. Избегао је заробљеништво и вратио се у родни крај и одмах на почетку устанка преко студента Душана Косановића Мудрака, једног од организатора устанка у том крају, успоставио је везу са Главним штабом Хрватске који се налазио у селу Збјег на територији суседне општина Слуњ.
По задатку Главног штаба са супругом Даницом, организовао је илегални релејни центар у Плашком за одржавање везе са Централним комитетом Комунистичке партије Хрватске који се тада налазио у Загребу. Пошту је преносила Вера Јурић, којој је претила опасност да буде ухапшена када је била откривена па ју је Данило пребацио у Главни штаб Хрватске. Успешно је бранио Веру када је усташка пропаганда пустила вест да је убачена у партизанске редове као усташки шпијун под именом „Геша“. После Вериног преласка на слободну територију одржавање везе са Загребом била је задужена Данилова супруга Даница. Преко те везе из Загреба су прелашли на слободну територију Кордуна Владимир Бакарић и Анка Берус, као и десетине комуниста и других илегалаца из Загреба и Карловца. Веза је била тако добро организована да није била откривена, иако је у Плашком била јака италијанска посада и усташко редарство. Престала је да ради од априла 1942. године када су се у Плашком лоцирале четничке скупине после извршног пуча у Личкој Јесеници.
Као образован и искусан официр био је радо примљен у патризанске редове. Главни штаб је прихватио његов предлог да се организује официрска школа, као прва школа на простору окупиране Југославије. Са неколико искусних ратника Интернационалних бригада из Шпаније разрадио је план и програм за ту школу и био постављен за команданта школе. Када је та школа прешла у надлежност Врховног штаба партизанских и добровољачких одреда, Данило Латас је постављен за заменика команданта. Ефикасно је савладао партизанско ратовање и са сарадницима вешто преносио на бројне партизанске старешине и тако дао значајан допринос борбеној способности партизанских јединица.
Касније је био командант Школе за везу при главном штабу Хрватске, а у завршним операцијама био је шеф оперативног одсека корпуса. Рат је завршио у чину пуковника.

### Послератна каријера
После рата био је преузет у милицију, где је био Командант милицијске школе, одакле је преведен и резерву и пензионисан у чину пуковника.
Одликован је са неколико ратних и мирнодопских одликовања.
Умро је 19. априла 1980. године у Љубљани.